# Теорема Тонелли — Фубини
Теоре́ма Тоне́лли — Фуби́ни в математическом анализе, теории вероятностей и смежных дисциплинах сводит вычисление двойного интеграла к повторным.

## Формулировка
Пусть даны два пространства с {\displaystyle \sigma }-конечными мерами {\displaystyle \left(X_{i},\;{\mathcal {F}}_{i},\;\mu _{i}\right),\;i=1,\;2}. Обозначим через {\displaystyle \left(X_{1}\times X_{2},\;{\mathcal {F}}_{1}\otimes {\mathcal {F}}_{2},\;\mu _{1}\otimes \mu _{2}\right)} их произведение. Пусть функция {\displaystyle f\colon X_{1}\times X_{2}\to \mathbb {R} } интегрируема относительно меры {\displaystyle \mu _{1}\otimes \mu _{2}}. Тогда
- функция {\displaystyle x_{1}\to \int \limits _{X_{2}}f\left(x_{1},\;x_{2}\right)\,\mu _{2}\left(dx_{2}\right)} определена {\displaystyle \mu _{1}}-почти всюду и интегрируема относительно {\displaystyle \mu _{1}};
- функция {\displaystyle x_{2}\to \int \limits _{X_{1}}f\left(x_{1},\;x_{2}\right)\,\mu _{1}\left(dx_{1}\right)} определена {\displaystyle \mu _{2}}-почти всюду и интегрируема относительно {\displaystyle \mu _{2}};
- имеют место равенства

{\displaystyle \iint \limits _{X_{1}\times X_{2}}f\left(x_{1},\;x_{2}\right)\,\mu _{1}\otimes \mu _{2}\left(dx_{1}\,dx_{2}\right)=\int \limits _{X_{1}}\left[\;\,\int \limits _{X_{2}}f\left(x_{1},\;x_{2}\right)\,\mu _{2}\left(dx_{2}\right)\right]\,\mu _{1}\left(dx_{1}\right)}
и
{\displaystyle \iint \limits _{X_{1}\times X_{2}}f\left(x_{1},\;x_{2}\right)\,\mu _{1}\otimes \mu _{2}\left(dx_{1}\,dx_{2}\right)=\int \limits _{X_{2}}\left[\;\,\int \limits _{X_{1}}f\left(x_{1},\;x_{2}\right)\,\mu _{1}\left(dx_{1}\right)\right]\,\mu _{2}\left(dx_{2}\right).}

## Частные случаи

### Теория вероятностей
Пусть {\displaystyle (\Omega _{i},\;{\mathcal {F}}_{i},\;\mathbb {P} _{i}),\;i=1,\;2} — вероятностные пространства, и {\displaystyle X\colon \Omega _{1}\times \Omega _{2}\to \mathbb {R} } — случайная величина на {\displaystyle (\Omega _{1}\times \Omega _{2},\;{\mathcal {F}}_{1}\otimes {\mathcal {F}}_{2},\;\mathbb {P} _{1}\otimes \mathbb {P} _{2})}. Тогда
{\displaystyle \mathbb {E} _{\mathbb {P} _{1}\otimes \mathbb {P} _{2}}[X]=\mathbb {E} _{\mathbb {P} _{1}}\left[\mathbb {E} _{\mathbb {P} _{2}}[X]\right]=\mathbb {E} _{\mathbb {P} _{2}}\left[\mathbb {E} _{\mathbb {P} _{1}}[X]\right],}
где индекс обозначает вероятностную меру, относительно которой берётся математическое ожидание.

### Математический анализ
Пусть {\displaystyle f\colon D=[a,\;b]\times [c,\;d]\to \mathbb {R} } функция двух переменных, интегрируемая по Риману на прямоугольнике {\displaystyle [a,\;b]\times [c,\;d]}, то есть {\displaystyle f\in \mathbb {R} (D)}. Тогда
{\displaystyle \iint \limits _{D}f(x,\;y)\,dx\,dy=\int \limits _{a}^{b}\left[\int \limits _{c}^{d}f(x,\;y)\,dy\right]\,dx=\int \limits _{c}^{d}\left[\int \limits _{a}^{b}f(x,\;y)\,dx\right]\,dy,}
где интеграл в левой части двумерный, а остальные повторные одномерные. Предполагается, что повторные интегралы существуют.

#### Доказательство
Любое разбиение {\displaystyle \lambda } множества {\displaystyle [a,\;b]\times [c,\;d]} получено некоторыми разбиениями {\displaystyle \lambda _{x}} отрезка {\displaystyle X=[a,\;b]} и {\displaystyle \lambda _{y}} отрезка {\displaystyle [c,\;d]}, при этом объём любого прямоугольника {\displaystyle X_{i}\times Y_{j}} определяется {\displaystyle V\left(X_{i}\times Y_{j}\right)=\left|X_{i}\right|\cdot \left|Y_{j}\right|}, где {\displaystyle X_{i},Y_{j}} ― некоторые частичные отрезки разбиений.
Тогда рассмотрим следующие оценки интеграла
{\displaystyle \int \limits _{X}dx\left[\int \limits _{Y}f\left(x,\;y\right)\,dy\right]\quad (*)}
и нижних и верхних интегральных сумм функции {\displaystyle {\mathcal {L}}\left(f,\;\lambda \right)} и {\displaystyle {\mathcal {U}}\left(f,\;\lambda \right)}: 

{\displaystyle {\mathcal {L}}\left(f,\;\lambda \right)=\sum \limits _{i,\;j}\inf \limits _{x\in X_{i},\;y\in Y_{j}}f\left(x,\;y\right)V\left(X_{i}\times Y_{j}\right)\leqslant \sum \limits _{i}\inf \limits _{x\in X_{i}}\left(\sum \limits _{i}\inf \limits _{y\in Y_{j}}f\left(x,\;y\right)\left|Y_{j}\right|\right)\left|X_{i}\right|} 

{\displaystyle \sum \limits _{i}\inf \left(\int \limits _{Y}f\left(x,\;y\right)\,dy\right)\left|X_{i}\right|\leqslant \int \limits _{X}\,dx\int \limits _{Y}f\left(x,\;y\right)\,dy\leqslant \sum \limits _{i}\sup \left(\int \limits _{Y}f\left(x,\;y\right)\,dy\right)\left|X_{i}\right|} 

{\displaystyle {\mathcal {U}}\left(f,\;\lambda \right)=\sum \limits _{i,\;j}\sup \limits _{x\in X_{i},\;y\in Y_{j}}f\left(x,\;y\right)V\left(X_{i}\times Y_{j}\right)\geqslant \sum \limits _{i}\sup \limits _{x\in X_{i}}\left(\sum \limits _{i}\sup \limits _{y\in Y_{j}}f\left(x,\;y\right)\left|Y_{j}\right|\right)\left|X_{i}\right|} 

Тогда при интегрируемости {\displaystyle f} по {\displaystyle X\times Y}, то есть равенстве {\displaystyle \sup \limits _{\lambda }\,\;{\mathcal {L}}\left(f,\;\lambda \right)=\inf \limits _{\lambda }\,{\mathcal {U}}\left(f,\;\lambda \right)} из вышеуказанных оценок интеграл {\displaystyle (*)}
также существует и имеет такое же значение, как и
{\displaystyle \iint \limits _{X\times Y}f(x,\;y)\,dx\,dy.}